# ProRace Berlin
De ProRace Berlin, officieel Garmin Velothon Berlin, was een eendaagse wielerwedstrijd in en rond de Duitse stad Berlijn. Deze wedstrijd, die liep over een 180-tal kilometer, werd voor de eerste maal georganiseerd in 2011. Hij maakte deel uit van de UCI Europe Tour in de categorie 1.1. Het was de ambitie van de organisatoren om weer een hoogwaardige Duitse wedstrijd in te richten die tegen 2013 deel zou uitmaken van de UCI World Tour. De organisatie werd gesteund door Berlijners als Erik Zabel en Jens Voigt. 
Vanaf 2013 maakte de koers onderdeel uit van de UCI Velothon Majors, een nieuw wereldwijd wielerproject. Het bestond uit acht wielerevenementen met een gemeenschappelijk doel:
Een premium elitekoers georganiseerd door de UCI binnen een speciaal wielerweekend voor iedereen. Het evenement wordt omgeven door randevenementen in het centrum van de steden.

## Lijst van winnaars

### Meervoudige winnaars
| Overwinningen | Renner        | Land      | Jaren      |
| ------------- | ------------- | --------- | ---------- |
| 2             | Marcel Kittel | Duitsland | 2011, 2013 |

### Overwinningen per land
| Overwinningen | Land      |
| ------------- | --------- |
| 3             | Duitsland |
| 2             | Nederland |

2005 · 
2006 · 
2007 · 
2008 · 
2009 · 
2010 · 
2011 · 
2012 · 
2013 · 
2014 · 
2015 · 
2016 · 
2017 ·
2018 ·
2019 ·
2020 ·
2021 ·
2022 ·
2023 ·
2024 ·
2025
Belangrijkste etappewedstrijden

Internationaal Wegcriterium · Driedaagse Brugge-De Panne · Ronde van de Alpen · Vierdaagse van Duinkerke · Ronde van Beieren · Ronde van Noorwegen · Ronde van België · Ronde van Luxemburg · Ronde van Oostenrijk · Ronde van Wallonië · Ronde van Burgos · Ronde van Denemarken · Arctic Race of Norway · Ronde van Groot-Brittannië
Belangrijkste eendaagse wedstrijden

Trofeo Laigueglia · GP Lugano · GP Nobili Rubinetterie · Dwars door Vlaanderen · Scheldeprijs · Brabantse Pijl · GP Kanton Aargau · Brussels Cycling Classic · GP Fourmies · Primus Classic Impanis-Van Petegem · Ronde van de Drie Valleien · Milaan-Turijn · Ronde van Piemonte · Ronde van het Münsterland · Ronde van Emilia · Parijs-Tours · GP Bruno Beghelli